# Cristian Munteanu (Fußballspieler, 1980)
Cristian Lucian Munteanu (* 17. Oktober 1980 in Arad) ist ein rumänischer Fußballspieler.

## Karriere
Die Karriere von Munteanu begann im Jahr 2000 bei West Petrom Arad in der dritten rumänischen Liga, der Divizia C. Im Jahr 2001 wechselte er zu Zweitligist FC Bihor Oradea. Dort kam er in der Saison 2001/02 nur unregelmäßig zum Einsatz und verpasste mit seiner Mannschaft als Drittplatzierter hinter UTA Arad und FC Baia Mare den Aufstieg. Ein Jahr später sprang der zweite Platz heraus und Munteanu – mittlerweile Stammspieler – stieg mit seinem Team durch einen Erfolg in der Relegationsspielen gegen Oțelul Galați in die Divizia A auf. Dort stieg der Klub jedoch postwendend wieder ab. In der Spielzeit 2004/05 verpasste er den direkten Wiederaufstieg.
In der Winterpause 2005/06 verließ Munteanu Bihor und wechselte zum FC Sopron in die ungarische Nemzeti Bajnokság. Mit Sopron beendete er die beiden folgenden Spielzeiten im Mittelfeld der Liga. Im Sommer 2007 kehrte er nach Rumänien zurück, wo er sich Politehnica Iași anschloss. Nachdem sich der Klub zweimal im unteren Mittelfeld platziert hatte, belegte er in der Saison 2009/10 nur den 16. Platz und musste in die Liga II absteigen. Munteanu verließ der Klub und wechselte zu Aufsteiger FCM Târgu Mureș, mit dem er die Spielzeit 2010/11 im gesicherten Mittelfeld abschloss. Im Sommer 2011 heuerte er bei Ligakonkurrent FC Brașov an. Nach zwei Spielzeiten im Mittelfeld der Liga 1, schloss er sich im Sommer 2013 Aufsteiger AFC Săgeata Năvodari an. Nach dem Abstieg 2014 wechselte er zu Aufsteiger CSMS Iași. Nach einem halben Jahr wechselte er zu Universitatea Cluj. Mit Cluj musste er am Ende der Saison 2014/15 ebenfalls absteigen. Anschließend schloss er sich dem FC Viitorul Constanța an. Dort kam er nur zweimal zum Einsatz.
Ende 2015 wurde sein Vertrag aufgelöst. Munteanu war ein halbes Jahr ohne Verein. Im Sommer 2016 holte ihn CSM Râmnicu Vâlcea in die Liga II. In der Winterpause 2016/17 zog sich sein neuer Klub jedoch vom Spielbetrieb zurück. Munteanu wechselte anschließend zu Ligakonkurrent CSM Metalul Reșița. Seine Zeit bei Metalul war nicht erfolgreich: Von elf Spielen wurden neun verloren und der Verein belegte am Saisonende einen Abstiegsplatz. Munteanu verließ Reșița im Sommer 2017 und heuerte bei Olimpia Satu Mare an. Bei seinem neuen Verein war er erneut Stammspieler, musste sich in der Winterpause 2017/18 jedoch erneut einen neuen Arbeitgeber suchen, da Olimpia sich aus finanziellen Gründen zurückziehen musste. Seit Anfang 2018 spielt er für Pandurii Târgu Jiu.

## Erfolge
- Aufstieg in die Liga 1: 2003